# Березовый (приток Большого Киряка)
Березовый — река в России, протекает по Зейскому району району Амурской области. Длина реки — 14 км.
Начинается в междуречье Большого Киряка и Сирика. Течёт в северном направлении параллельно Большому Киряку по заболоченной тайге. Впадает в Большой Киряк слева в 23 км от его устья на высоте 333 м над уровнем моря. В верховьях протекает через небольшое озеро.

## Данные водного реестра
По данным государственного водного реестра России относится к Амурскому бассейновому округу, речной бассейн реки Амур, речной подбассейн реки — Зея, водохозяйственный участок реки — Зея от истока до Зейского гидроузла.
Код объекта в государственном водном реестре — 20030400112118100025487.